# Bonomerto
Bonomerto is een bestuurslaag in het regentschap Semarang van de provincie Midden-Java, Indonesië. Bonomerto telt 2642 inwoners (volkstelling 2010).